# The King of Fighters '94
The King of Fighters '94 est un jeu vidéo de combat développé et édité par SNK sur Neo-Geo MVS, Neo-Geo AES et Neo-Geo CD en 1994 (NGM 055),,,.
Il s'agit du premier épisode de la série The King of Fighters.

## Système de jeu
The King of Fighters '94 réunit la plupart des personnages de l'univers de SNK, les combats se déroulent par équipe de 3 personnages et sont regroupés par pays. Lorsqu'un de ses personnages est KO, le joueur continue avec les personnages qui lui restent, alors que son adversaire continue avec son personnage survivant au round précédent, et récupère un petit peu d'énergie. The King of Fighters '94 contient 24 personnages et viennent tous d'autres jeux de combat SNK, à l'exception des personnages de la « Team Japan » (Kyo Kusanagi, Benimaru Nikaido et Goro Daimon) et de la « Team U.S.A » (Heavy D!, Lucky Glauber et Brian Battler), qui sont les personnages originaux du jeu.
Le jeu utilise un système de jeu similaire aux autres jeux de combat de SNK, principalement de la série Fatal Fury. Le gameplay de base se repose sur quatre boutons d'attaque, comparable à Fatal Fury 2 et Fatal Fury Special, avec un coup de poing léger et fort, et un coup de pied léger et fort. Les attaques spéciales s'exécutent en manipulant une combinaison de boutons, permettant au joueur d'esquiver les attaques de son adversaire ou de le projeter au sol. 
Chaque personnage possède une barre d'énergie située en bas de l'écran, elle se remplit lorsque le combattant bloque des attaques ou subit des dégâts. La barre peut être remplie manuellement en maintenant trois boutons simultanément, mais le personnage est vulnérable aux attaques durant cet instant. Une fois la barre d'énergie entièrement chargée, le joueur peut exécuter la furie du personnage, qui consomme l'intégralité de la barre d'énergie. Cette technique est également disponible lorsque le joueur perd 75% de sa barre de vie, elle clignote ainsi en rouge.

## Histoire
Le scénario de King of Fighters 94 reprend le thème du tournoi annuel (cf. Fatal Fury), mais organisé cette fois par Rugal Bernstein le patron de la mafia de Southtown qui s'ennuie du manque de puissants adversaires. Des invitations à ce nouveau tournoi sont envoyées à travers le monde sans que personne sache qui l'organise. Dès lors s'organise huit équipes de trois puissants combattants représentant chacun un pays. À la fin du tournoi, Mature la sbire de Rugal invite l'équipe gagnante, la Japan Team composé de Kyo, Benimaru et Daimon, à rencontrer Rugal sur son navire, le Black-Noah. C'est à ce moment-là qu'il révèle son véritable objectif qui est de vaincre l'équipe la plus forte et l'ajouter à sa collection de trophée, créé à partir des corps de combattant plongé dans du métal liquide. À ce moment-là Kyo voit son père parmi les trophées de Rugal et décide de le combattre pour se venger. Après sa victoire le mécanisme d'autodestruction du navire est enclenché et il explose. Mais notre trio de combattants réussit à s'échapper à temps. Kyo jura de retrouver son père qu'il sait toujours vivant. The King of Fighters 94 est le premier épisode de la saga King of Fighters et le premier épisode de la saga Orochi.

## Liste des personnages par équipes
Italy Team
- Terry Bogard
- Andy Bogard
- Joe Higashi

China Team
- Athena Asamiya
- Sie Kensou
- Chin Gentsai

Japan Team
- Kyo Kusanagi
- Benimaru Nikaido
- Goro Daimon

U.S.A. Team
- Heavy D!
- Lucky Glauber
- Brian Battler

Korea Team
- Kim Kaphwan
- Choi Bounge
- Chang Koehan

Brazil Team
- Heidern
- Ralf Jones
- Clark Still

England Team
- Mai Shiranui
- King
- Yuri Sakazaki

Mexico Team
- Ryo Sakazaki
- Robert Garcia
- Takuma Sakazaki

Boss Final
- Rugal Bernstein

## Équipe technique
- En qualité de Executive Producer : Eikichi Kawasaki
- En qualité de Producer : Takashi Nishiyama
- En qualité de Chief director : M. Kuwasashi
- En qualité de Graphic director : Mitsuo Kodama

## Voix
- Terry Bogard : Satoshi Hashimoto
- Andy Bogard : Jun Hashimoto
- Joe Higashi : Katsuhisa Namase
- Athena Asamiya : Reiko Fukui
- Kim Kaphwan : Satoshi Hashimoto
- Mai Shiranui : Akoya Sogi
- Yuri Sakazaki : Kaori Horie
- Ryo Sakazaki : Masaki Usui
- Robert Garcia : Key Inage
- Takuma Sakazaki : Eiji Tsuda
- Sie Kensou : Eiji Yano
- Chin Gentsai : Toshikazu Nishimura
- Kyo Kusanagi : Masahiro Nonaka
- Benimaru Nikaido : Monster Maetsuka
- Goro Daimon : Masaki Usui
- Heavy D! : Toshikazu Nishimura
- Lucky Glauber : Key Inage
- Brian Battler : Eiji Yano
- Choi Bounge : Monster Maetsuka
- Chang Koehan : Hiroyuki Arita
- Heidern : Toshimitsu Arai
- Ralf Jones : Monster Maetsuka
- Clark Still : Yoshinori Shima
- King : Harumi Ikoma